# Emil Berisch
Emil Berisch (* 16. September 1872 in Křetín, Mähren, Österreich-Ungarn; † 25. Oktober 1941 in Berlin) war ein österreichisch-mährischer Theaterschauspieler, Theaterregisseur, Theaterleiter und Bühnenmanager.

## Leben und Wirken
Emil Berisch begann seine künstlerische Laufbahn im Alter von 20 Jahren als Schauspieler am Stadttheater von Krems. Gleich im Anschluss daran übersiedelte er ins Deutsche Reich und setzte dort sein restliches Leben seine Bühnenarbeit fort. In der Spielzeit 1893/94 wirkte er am Residenztheater Hannover, die darauf folgende Saison gehörte er dem Wiesbadener Residenztheater an. Von 1897 bis 1899 trat Emil Berisch am Breslauer Stadttheater auf, ehe er zur Jahrhundertwende 1900/01 als Dramaturg ans Stadttheater Lübeck geholt wurde. Nun begann eine längere Zeit, in der er vornehmlich mit Verwaltungsposten bedacht wurde. Für einen Sekretärsposten kehrte Berisch an seine alte Wirkungsstätte nach Breslau zurück, danach war er Sekretär und Bürochef an Spielstätten in Görlitz und St. Gallen, wo man ihn bis 1905 auch als Opernregisseur einsetzte. Nach weiteren Verwaltungsjobs in Stuttgart und Mannheim wechselte Emil Berisch für die Spielzeit 1910/11 als stellvertretender Direktor und Geschäftsführer ans Frankfurter Schauspielhauses.
Seit 1913 in Berlin ansässig, fungierte Berisch die ersten drei Jahre als künstlerischer Sekretär am Lessing-Theater. In der Spielzeit 1916/17 war er Direktor des Gebrüder-Herrnfeld-Theaters, in der nachfolgenden Saison der des Central-Theaters und schließlich (1918/19) der des Kleinen Schauspielhauses Berlin. Zeitgleich wirkte er auch als Oberspielleiter am Central-Theater der Stadt. In der Weimarer Republik übernahm Emil Berisch sukzessive folgende Positionen in der Bühnenwelt: Co-Direktor des Kleinen Theaters und Kleinen Schauspielhauses (1919/20), Direktor des Neuen Volkstheaters (1920/21), Verwaltungsdirektor des Theaters am Kurfürstendamm (1922–24), Verwaltungsdirektor der Robert-Bühnen (1924/25), Direktions-Stellvertreter der Barnowsky-Bühnen (1925/26) und der Tribüne (1926–28). In der Spielzeit 1928/29 übernahm er die Direktion des Carl-Theaters in Wien. Infolge seiner Rückkehr nach Berlin blieb Emil Berisch ohne Beschäftigung, nach der Machtübernahme durch die Nationalsozialisten 1933 erhielt er Berufsverbot. Fortan engagierte sich Berisch beim hauptstädtischen Kulturbund Deutscher Juden. Hier kollaborierte er als Inspizient mit dem Regisseur Fritz Wisten. Bald nach der Auflösung des Kulturbundes im September 1941 verstarb Berisch in Berlin.
Der Schauspieler Siegfried Berisch war sein Bruder.